# Markus Linden

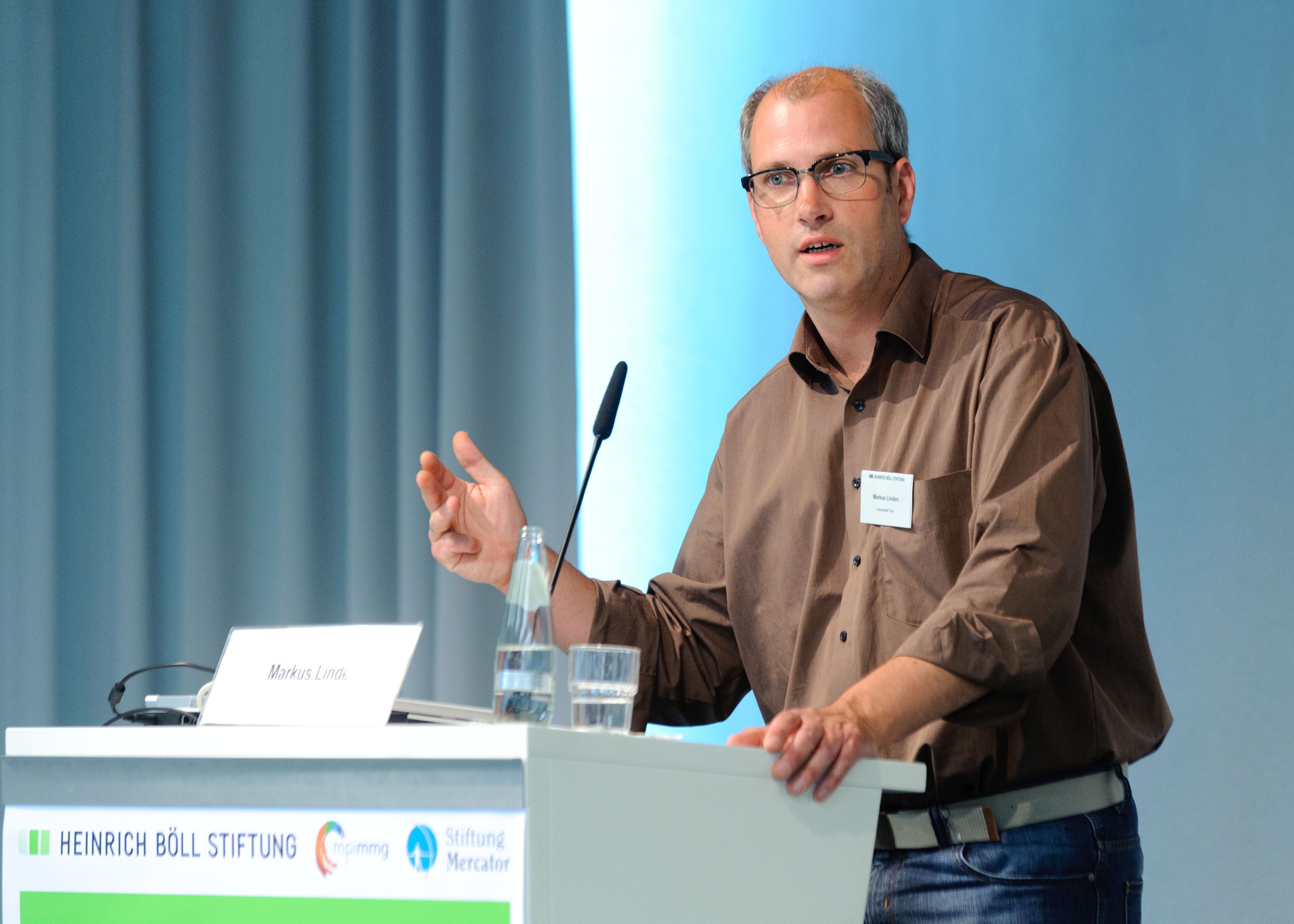
Markus Linden (2011)

Markus Linden (* 1973 in Cochem) ist ein deutscher Politikwissenschaftler, Hochschullehrer und Publizist. Seit 2020 ist er außerplanmäßiger Professor für Politikwissenschaft an der Universität Trier.

## Leben
Linden studierte von 1993 bis 2000 Politikwissenschaft und Öffentliches Recht an der Universität Trier (M.A.). Danach war er wissenschaftlicher Mitarbeiter und wurde 2005 bei Winfried Thaa und Hans-Joachim Veen mit der Dissertation Politische Integration im vereinten Deutschland zum Dr. phil. (summa cum laude) promoviert.
Seine Arbeit wurde 2007 mit dem Förderpreis der Universität Trier ausgezeichnet. Von 2006 bis 2012 war er wissenschaftlicher Mitarbeiter am Sonderforschungsbereich 600 „Fremdheit und Armut“ an der Universität Trier. 2011 vertrat er die Trierer Professur für Politische Theorie und Ideengeschichte. 2013 wurde er Koordinator der Forschungsinitiative „Partizipation und Ungleichheit“ im Forschungszentrum Europa (FZE). Im Jahre 2014 habilitierte er sich mit der Arbeit Einschluss und Ausschluss durch Repräsentation. Theorie und Empirie am Beispiel der deutschen Integrationspolitik, die von Winfried Thaa, Joachim Schild und Lutz Raphael begutachtet wurde. Seit 2017 ist er wissenschaftlicher Mitarbeiter, seit 2020 außerplanmäßiger Professor für Politikwissenschaft an der Universität Trier. Seine Forschungsschwerpunkte bilden Demokratietheorie, Parteienforschung und Integrationspolitik. Er hatte Gastdozenturen  an der Universität Bologna (2015) und an der Kardinal-Stefan-Wyszyński-Universität Warschau (2018).
Linden veröffentlichte neben mehreren Büchern Beiträge in Sammelbänden und Fachzeitschriften u. a. Internationale Politik, Forschungsjournal Soziale Bewegungen, Zeitschrift für Parlamentsfragen und Zeitschrift für Politikwissenschaft. Darüber hinaus erschienen Artikel in verschiedenen Tageszeitungen wie taz, FAZ und NZZ, in politischen Zeitschriften wie Neue Gesellschaft/Frankfurter Hefte, Vorgänge und Die Politische Meinung und auf Onlineportalen wie The European und The Huffington Post.
Außerhalb seiner universitären Tätigkeit schreibt Linden regelmäßig Beiträge für Websites wie Zentrum Liberale Moderne und deren Projekt Gegneranalyse.

## Schriften (Auswahl)
- Politische Integration im vereinten Deutschland. Nomos, Baden-Baden 2006, ISBN 3-8329-2206-7.
- mit Winfried Thaa (Hrsg.): Die politische Repräsentation von Fremden und Armen. Nomos, Baden-Baden 2009, ISBN 978-3-8329-4439-1.
- mit Winfried Thaa (Hrsg.): Krise und Reform politischer Repräsentation. Nomos, Baden-Baden 2011, ISBN 978-3-8329-6685-0.
- mit Winfried Thaa (Hrsg.): Ungleichheit und politische Repräsentation. Nomos, Baden-Baden 2014, ISBN 978-3-8487-1298-4.
- Einschluss und Ausschluss durch Repräsentation. Theorie und Empirie am Beispiel der deutschen Integrationspolitik. Nomos, Baden-Baden 2014, ISBN 978-3-8487-1789-7.